# Werschinino (Kaliningrad, Selenogradsk)
Werschinino (russisch Вершинино, deutsch Pluttwinnen) ist ein Ort in der russischen Oblast Kaliningrad. Er gehört zur kommunalen Selbstverwaltungseinheit Stadtkreis Selenogradsk im Rajon Selenogradsk.

## Geographische Lage
Werschinino liegt 15 Kilometer nördlich der Oblasthauptstadt Kaliningrad und 15 Kilometer südlich der Rajonstadt Selenogradsk (Cranz) an einer Stichstraße, die zwei Kilometer südlich von Sirenewo (Eisselbitten) an der Kommunalstraße 27K-179 von Cholmogorowka (Fuchsberg) nach Kowrowo ((Nautzau)) nach Westen abzweigt. Eine Bahnanbindung besteht nicht.

## Geschichte
Das Gründungsjahr des bis 1946 Pluttwinnen genannten Gutsdorfes ist das Jahr 1405. Am 13. Juni 1874 wurde Pluttwinnen Amtsdorf und damit namensgebend für den neu errichteten Amtsbezirk Pluttwinnen. Er gehörte zum Landkreis Fischhausen im Regierungsbezirk Königsberg der preußischen Provinz Ostpreußen. Am 1. Dezember 1910 gehörten zum Gutsbezirk Pluttwinnen mit den Ortschaften Adamsheide, Waldhaus Pluttwinnen und Vorwerk Gersthenen (heute russisch: Nadeschdino) insgesamt 226 Einwohner.
Am 30. September 1928 wurde Pluttwinnen zusammen mit den Nachbardörfern Eisselbitten (heute russisch: Sirenewo) und Sporwitten (nicht mehr existent) in die Landgemeinde Mogahnen (Motewelowo, heute ebenfalls nicht mehr existent) eingemeindet. Der Amtsbezirk Pluttwinnen wurde am 19. Februar 1931 in „Amtsbezirk Mogahnen“ umbenannt. Dieser trat 1939 dem Landkreis Samland bei, der bis 1945 bestand.
Im Jahre 1945 kam Pluttwinnen innerhalb des nördlichen Ostpreußens zur Sowjetunion. Der Ort erhielt im Jahr 1947 die russische Bezeichnung Werschinino und wurde gleichzeitig dem Dorfsowjet Melnikowski selski Sowet im Rajon Primorsk zugeordnet. Später gelangte der Ort in den Muromski selski Sowet. Von 2005 bis 2015 gehörte Werschinino zur Landgemeinde Kowrowskoje selskoje posselenije und seither zum Stadtkreis Selenogradsk.

### Amtsbezirk Pluttwinnen (1874–1931)
Zwischen dem 13. Juni 1874 und dem 19. Februar 1931 bestand der Amtsbezirk Pluttwinnen, der danach in den Amtsbezirk Mogahnen überging. Zu ihm gehörten die Landgemeinde Mogahnen (russisch: Motewelowo, heute nicht mehr existent) und die Gutsbezirke Eisselbitten (Sirenewo), Pluttwinnen (Werschinino) und Sporwitten (nicht mehr existent), die sich zum Schluss in der Landgemeinde Mogahnen zusammenschlossen.

## Kirche
Wie fast überall in Ostpreußen waren auch die Einwohner von Pluttwinnen bis 1945 überwiegend evangelischer Konfession. Das Dorf gehörte zum Kirchspiel Rudau (heute russisch: Melnikowo) im Kirchenkreis Königsberg-Land II innerhalb der Kirchenprovinz Ostpreußen der Kirche der Altpreußischen Union. Heute liegt Werschinino im Einzugsgebiet der in den 1990er Jahren neu entstandenen evangelisch-lutherischen Auferstehungskirche in Kaliningrad (Königsberg) innerhalb der Propstei Kaliningrad der Evangelisch-lutherischen Kirche Europäisches Russland, die eine Filialgemeinde in Selenogradsk (Cranz) unterhält.

## Persönlichkeiten
- Alfred Siegfried (1820–1896), seit 1850 Gutsbesitzer auf Pluttwinnen, Politiker (NLP), starb am 25. Juni 1896 in Pluttwinnen